# Dickleburgh
Dickleburgh és una localitat situada al comtat de Norfolk, a Anglaterra (Regne Unit), amb una població estimada a mitjan 2016 de 1.075 habitants.
Està situada al nord-est de la regió Est d'Anglaterra, prop de la ciutat de Norwich —la capital del comtat— i de la costa de la mar del Nord.